# 阿夫里勒山
45°54′55″N 7°20′40″E / 45.91528°N 7.34444°E

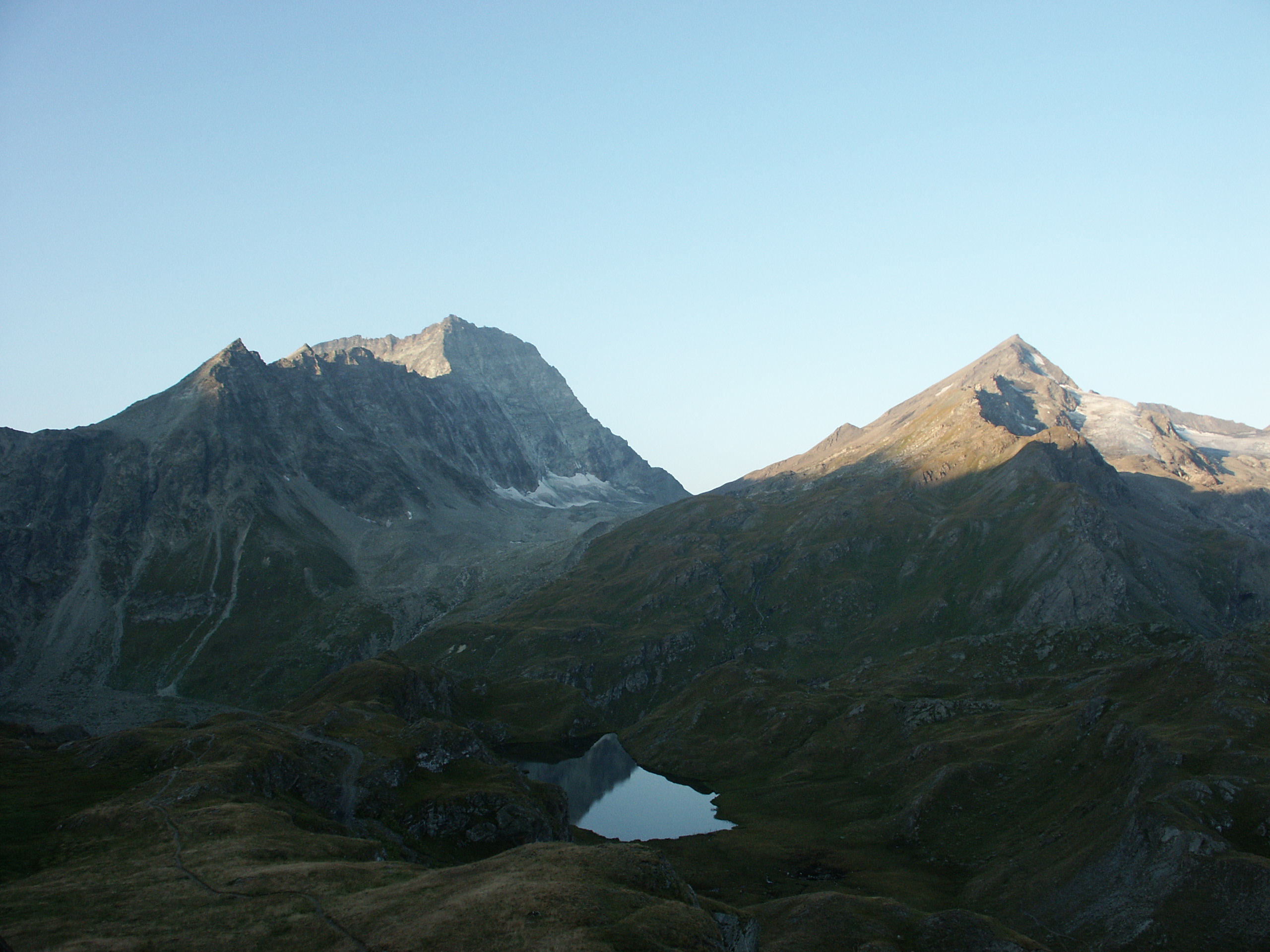

阿夫里勒山（義大利語：Mont Avril），是歐洲的山峰，位於意大利和瑞士接壤的邊境，屬於本寧阿爾卑斯山脈的一部分，海拔高度3,347米，每年平均降雨量1,303毫米。